# David Carr (journaliste)
Pour les articles homonymes, voir David Carr et Carr.
David Carr, né le 8 septembre 1956 à Minneapolis dans le Minnesota et mort le 12 février 2015 à New York, est un journaliste de presse américain. Il était éditorialiste au quotidien américain The New York Times.

## Biographie
David Michael Carr est né le 8 septembre 1956 à Minneapolis, dans l'État américain du Minnesota, et grandit dans la banlieue de la ville de Hopkins. Son père tient un magasin de vêtements. David Carr étudie le journalisme et la psychologie à l'université du Minnesota. Il collabore à ses débuts au journal Twin Cities Reader, puis au Washington City Paper, avant de s'installer à New York. Il collabore au site Inside.com, et écrit des papiers pour diverses publications parmi lesquelles The Atlantic Monthly et le magazine New York.
Il a durant plusieurs années été cocaïnomane, expérience qu'il relate dans son livre autobiographique The Night of the Gun paru en 2008. Il est l'un des principaux protagonistes du documentaire À la une du New York Times sorti en 2011.
Le 12 février 2015, David Carr s'effondre dans la salle de rédaction du New York Times. Il est transporté à l'hôpital St. Luke-Roosevelt, où il décède peu après. Sa mort est attribuée à des complications d'un cancer du poumon métastatique (carcinome neuroendocrinien à petites cellules). Il résidait à Montclair, dans le New Jersey. Ses funérailles sont célébrées en l'église Saint-Ignace-de-Loyola de New York.

## Écrits
- 2008 : The Night of the Gun, New York, Simon & Schuster  (ISBN 978-1-4165-4152-3)
- 2017 : La nuit du revolver, Paris, Editions Séguier  (ISBN 9782840497196)